# Bankisus elegantulus
Bankisus elegantulus är en insektsart som först beskrevs av Peter Esben-Petersen 1936. 
Bankisus elegantulus ingår i släktet Bankisus och familjen myrlejonsländor. Inga underarter finns listade i Catalogue of Life.